# Anton Stursa
Anton Gottlieb Stursa (* 20. März 1902 in Wien; † 19. März 1965 ebenda) war ein österreichischer Gebrauchsgrafiker, Maler und Amateur-Zauberkünstler.

## Werdegang
Nach der Schule machte Anton Stursa an der Kunstgewerbeschule Wien in den Jahren 1920/21 eine Ausbildung zum Grafiker. 1925–1926 lernte er bei Streicher und Heidrich in Wien. 1938/39 studierte er als Privatschüler an der Akademie der bildenden Künste Wien in der Meisterklasse von Carl Fahringer. Stursa wurde am Wiener Zentralfriedhof bestattet.

## Wirken
Für die Verlage Hubertus und Steffel in Wien schuf Anton Stursa Bucheinbände und Illustrationen. Darüber hinaus gestaltete er Plakate, Werbematerialien für Firmen wie auch für Artisten und Zauberkünstler. In den 1920er Jahren lernte er den Wiener Zauberkünstler und -historiker Ottokar Fischer kennen, durch den er zur Zauberkunst gelangte. 1937 gewann Stursa einen Wettbewerb für die Gestaltung des Logos des deutschen Zaubervereins Magischer Zirkel von Deutschland. Für dessen Organ MAGIE schuf Stursa Titelseiten und entwarf für Zauberkünstler Plakate und Exlibris. Von 1955 bis 1956 leitete er den Zauberverein Magischer Klub Wien. Für die Spielkartenfabrik Piatnik gestaltete Anton Stursa zahlreiche Spielkartenrückseiten.